# Décès en avril 2013
Décès
- 2009
- 2010
- 2011
- 2012
- 2013
- 2014
- 2015
- 2016
- 2017

Pour une information complémentaire, voir la page d'aide.

| Date      | Nom                           | Activités | Âge      | Source |
| --------- | ----------------------------- | --- | -------- | ------ |
| 1er avril | Moses Blah                    | Homme politique libérien, 28e vice-président puis 23e président du Liberia.                                                                                            | 65       |        |
| 1er avril | Camille Bourniquel            | Poète et romancier français. | 95       |        |
| 1er avril | David Burge                   | Pianiste américain. | 83       | (en)   |
| 1er avril | Kildare Dobbs                 | Écrivain, éditeur et poète canadien. | 89       |        |
| 1er avril | Denise Epstein                | Fille de la romancière Irène Némirovsky. | 83       |        |
| 1er avril | Giuseppe Fabris (it)          | Footballeur italien (Reggiana AC, Pescara, Lanerossi Vicenza). | 76       | (it)   |
| 1er avril | Barbara Piasecka Johnson (en) | Philanthrope et collectionneuse d'art américaine. | 76       | (en)   |
| 1er avril | Nicolae Martinescu            | Lutteur roumain, champion olympique de lutte gréco-romaine 1972. | 73       | (en)   |
| 1er avril | Karen Muir                    | Nageuse sud-africaine, plus jeune détentrice d'un record du monde, membre de l'International Swimming Hall of Fame.                                                    | 60       |        |
| 1er avril | Pacha 183 (Pavel Pukhov)      | Street artist russe. | 29       | (en)   |
| 2 avril   | Chuck Fairbanks               | Entraîneur américain de football américain (Patriots de la Nouvelle-Angleterre, Buffaloes du Colorado, Generals du New Jersey).                                        | 79       | (en)   |
| 2 avril   | Jesús Franco                  | Cinéaste espagnol. | 82       |        |
| 2 avril   | Fred                          | Auteur de bande dessinée français. | 82       |        |
| 2 avril   | Élisabeth de Gaulle           | Fille du général Charles de Gaulle. | 88       |        |
| 2 avril   | Jane Henson                   | Marionnettiste américaine, veuve de Jim Henson avec qui elle avait créé les Muppets.                                                                                   | 78       |        |
| 2 avril   | Barry Mealand (en)            | Footballeur anglais (Fulham FC, Rotherham United). | 70       | (en)   |
| 2 avril   | Milo O'Shea                   | Acteur irlandais. | 86       | (en)   |
| 2 avril   | Mariano Pulido                | Footballeur espagnol (Séville FC, CD Castellón, Linares CF). | 56       | (es)   |
| 2 avril   | Maria Redaelli (en)           | Supercentenaire italienne, doyenne de l'Europe au moment de sa mort.                                                                                                   | 113      |        |
| 2 avril   | Robert Ward                   | Compositeur américain, prix Pulitzer de musique 1962. | 95       | (en)   |
| 2 avril   | Ian Wilson (en)               | Homme politique australien, ancien ministre de l'Intérieur, ministre de l'Environnement.                                                                               | 80       | (en)   |
| 3 avril   | Mariví Bilbao                 | Actrice espagnole (La que se avecina). | 83       | (es)   |
| 3 avril   | Georges Corvington            | Écrivain et historien haïtien. | 88       | (en)   |
| 3 avril   | Guy Cotten                    | Entrepreneur français. | 76       |        |
| 3 avril   | Juan Díaz Sánchez             | Footballeur espagnol (CD Tenerife, FC Barcelone, Hércules Alicante, UD Salamanca).                                                                                     | 64       | (es)   |
| 3 avril   | George Gladir                 | scénariste américain de comics, co-créateur du personnage de Sabrina, l'apprentie sorcière.                                                                            | 87       | (en)   |
| 3 avril   | Ruth Prawer Jhabvala          | Écrivaine et scénariste britannique (Prix Booker, deux fois oscarisée) (CBE).                                                                                          | 85       | (en)   |
| 3 avril   | Herman van Raalte (en)        | Footballeur international néerlandais (FC Blauw-Wit Amsterdam). | 91       | (nl)   |
| 4 avril   | Chris Bailey                  | Musicien (bassiste) australien, membre du groupe The Angels. | 62       | (en)   |
| 4 avril   | Dale Bisnauth (en)            | Homme politique et écrivain guyanien, ancien ministre de l'Éducation et ministre du Travail.                                                                           | 76       | (en)   |
| 4 avril   | Bengt Blomgren                | Acteur et réalisateur suédois. | 89       | (sv)   |
| 4 avril   | Víctor Carranza               | Homme d'affaires colombien. | 77       |        |
| 4 avril   | Basil Copper                  | Écrivain anglais, spécialisé dans la littérature d'horreur et policière.                                                                                               | 89       | (en)   |
| 4 avril   | Jean Cousineau                | Violoniste, pédagogue (Les Petits violons) et compositeur québécois.                                                                                                   | 75       |        |
| 4 avril   | Roger Ebert                   | Journaliste américain, critique de cinéma, prix Pulitzer, premier critique à figurer sur Hollywood Walk of Fame.                                                       | 70       |        |
| 4 avril   | Carmine Infantino             | Dessinateur, scénariste et éditeur américain de comics. | 87       | (en)   |
| 4 avril   | Palle Lykke                   | Coureur cycliste danois | 76       |        |
| 4 avril   | Apidej Sit Hirun              | Boxeur thaïlandais, spécialiste du muay thaï. | 71       | (en)   |
| 4 avril   | Tommy Tycho (en)              | Pianiste, chef d'orchestre et compositeur australien (AM, MBE). | 84       | (en)   |
| 4 avril   | Ian Walsh (en)                | Joueur de rugby à XIII international australien. | 80       | (en)   |
| 4 avril   | Noboru Yamaguchi (en)         | Écrivain japonais, spécialiste de light novel (Zero no tsukaima). | 41       | (en)   |
| 5 avril   | Regina Bianchi                | Actrice italienne, 2 fois Ruban d'argent pour un second rôle, (La Bataille de Naples) (OMRI).                                                                          | 92       | (it)   |
| 5 avril   | Amnon Dankner                 | Journaliste israélien. | 67       |        |
| 5 avril   | Piero de Palma (en)           | Ténor italien. | 87       | (it)   |
| 5 avril   | Nikólaos Pappás               | Vice-amiral grec, membre de la mutinerie contre la dictature des colonels en 1973, puis ministre de la Marine.                                                         | 83       | (en)   |
| 6 avril   | George Anania                 | Écrivain de science-fiction roumain. | 71       | (en)   |
| 6 avril   | Dame Hilda Bynoe              | Femme politique grenadienne, gouverneur de 1968 à 1974 (DBE). | 91       | (en)   |
| 6 avril   | Celso Yegros Estigarribia     | Prêtre catholique paraguayen. | 77       | (en)   |
| 6 avril   | Bill Guttridge (en)           | Footballeur puis entraîneur anglais (Walsall FC, Macclesfield Town).                                                                                                   | 82       | (en)   |
| 6 avril   | Bigas Luna                    | Réalisateur espagnol (Jambon, jambon). | 67       |        |
| 6 avril   | Miguel Poblet                 | Coureur cycliste espagnol (2 fois Milan-San Remo, plusieurs étapes des Tours de France, d'Italie et d'Espagne) (Creu de Sant Jordi).                                   | 85       |        |
| 6 avril   | Ivan Ruggeri                  | Entrepreneur italien, dirigeant du club de football Atalanta Bergame.                                                                                                  | 68       | (it)   |
| 7 avril   | Les Blank                     | Réalisateur américain de documentaires. | 77       | (en)   |
| 7 avril   | Andy Johns                    | Ingénieur du son et réalisateur artistique britannique (Led Zeppelin (IV), The Rolling Stones (Exile on Main St.), Free (Highway)).                                    | 61       | (en)   |
| 7 avril   | Hans Jäcker (en)              | Footballeur (gardien de but) allemand (Eintracht Brunswick). | 80       | (de)   |
| 7 avril   | Wann Langston Jr. (en)        | Paléontologue et universitaire américain. | 91       | (en)   |
| 7 avril   | Sir Kenneth Murray            | Biologiste moléculaire anglais, un des créateurs du vaccin contre l'hépatite B (FRS, FRSE).                                                                            | 82       | (en)   |
| 7 avril   | Lilly Pulitzer                | Styliste américaine. | 81       | (en)   |
| 7 avril   | Irma Ravinale                 | Auteur-compositeur italienne. | 75       | (es)   |
| 7 avril   | Mickey Rose (en)              | Scénariste américain, collaborateur de Woody Allen (Bananas, Prends l'oseille et tire-toi, …).                                                                         | 77       | (en)   |
| 7 avril   | Neil Smith                    | Musicien (bassiste) australien, ancien membre d'AC/DC. | 59       | (en)   |
| 7 avril   | Carl Williams (en)            | Boxeur américain. | 53       | (en)   |
| 8 avril   | Mikhaïl Beketov               | Journaliste russe. | 55       |        |
| 8 avril   | Richard Brooker (en)          | Acteur et cascadeur anglais (Jason Voorhees dans Meurtres en 3 dimensions).                                                                                            | 58       | (en)   |
| 8 avril   | Gene Campbell                 | Hockeyeur américain, médaillé olympique en 1956. | 80       | (en)   |
| 8 avril   | Waldemar Esteves da Cunha     | Rei Momo des carnavals brésiliens. | 92       | (pt)   |
| 8 avril   | Annette Funicello             | Actrice et chanteuse américaine (The Mickey Mouse Club). | 70       | (en)   |
| 8 avril   | François-Wolff Ligondé        | Évêque haïtien, archevêque émérite de Port-au-Prince. | 85       |        |
| 8 avril   | Sara Montiel                  | Actrice et chanteuse espagnole. | 85       |        |
| 8 avril   | Abdelaziz Mouride             | Militant d'extrême-gauche, auteur de bande dessinée, peintre, journaliste et enseignant marocain.                                                                      | 63 ou 64 |        |
| 8 avril   | Frank Panton (en)             | Militaire (scientifique et renseignement) britannique, un des responsables du développement de l'arsenal nucléaire du Royaume-Uni.                                     | 89       | (en)   |
| 8 avril   | José Luis Sampedro            | Écrivain et économiste espagnol. | 96       |        |
| 8 avril   | Margaret Thatcher             | Femme d'État britannique, Premier ministre de 1979 à 1990 (LG, OM, PC, FRS).                                                                                           | 87       |        |
| 8 avril   | Yasuhiro Yamada               | Footballeur japonais (Cerezo Osaka, Shimizu S-Pulse). | 45       | (ja)   |
| 9 avril   | Greg McCrary                  | Joueur de football américain (Falcons d'Atlanta, Chargers de San Diego).                                                                                               | 61       | (en)   |
| 9 avril   | Emilio Pericoli               | Chanteur italien. | 85       | (it)   |
| 9 avril   | Paolo Soleri                  | Architecte et urbaniste italo-américain (Arcosanti). | 93       |        |
| 9 avril   | Zao Wou-Ki                    | Peintre franco-chinois. | 93       |        |
| 10 avril  | Lorenzo Antonetti             | Cardinal italien de l'Église catholique romaine, président de l'administration du patrimoine du siège apostolique.                                                     | 90       |        |
| 10 avril  | Raymond Boudon                | Sociologue français. | 79       |        |
| 10 avril  | Karol Castillo (en)           | Mannequin péruvienne, participante à Miss Univers 2008. | 23       | (es)   |
| 10 avril  | Jimmy Dawkins                 | Musicien (guitariste et chanteur) américain de blues, notamment de Chicago blues.                                                                                      | 76       | (en)   |
| 10 avril  | Sir Robert Edwards            | Physiologiste britannique, prix Nobel de physiologie ou médecine 2010 (CBE, FRS).                                                                                      | 87       |        |
| 10 avril  | Alexandru Fronea              | Footballeur international roumain (FC Petrolul Ploiești). | 79       | (ro)   |
| 10 avril  | Akhsarbek Galazov             | Scientifique et homme politique russe, ancien président de l'Ossétie-du-Nord-Alanie.                                                                                   | 83       | (ru)   |
| 10 avril  | Aleksandar Kozlina            | Footballeur international yougoslave (croate) (Hajduk Split, RFC Liège), champion olympique en 1961.                                                                   | 74       | (hr)   |
| 11 avril  | Don Blackman (en)             | Pianiste et chanteur américain de jazz-funk, collaborateur de Parliament, Funkadelic et Earth, Wind and Fire.                                                          | 59       | (en)   |
| 11 avril  | Edward A. Frieman (en)        | Physicien américain, ancien directeur de l'Institut d'océanographie Scripps.                                                                                           | 87       | (en)   |
| 11 avril  | Adam Galos (en)               | Historien polonais, spécialiste de l'histoire de l'Allemagne. | 88       | (pl)   |
| 11 avril  | Thomas Hemsley                | Baryton anglais (CBE). | 85       | (en)   |
| 11 avril  | Ram Karmi                     | Architecte israélien (bâtiments de la Cour suprême d'Israël), prix Israël 2002.                                                                                        | 82       | (en)   |
| 11 avril  | Hilary Koprowski              | Virologue et immunologue polonais, premier vaccin anti-polio vivant efficace par voie orale.                                                                           | 96       | (en)   |
| 11 avril  | Gilles Marchal                | Auteur-compositeur-interprète français. | 68       |        |
| 11 avril  | Maria Tallchief               | Danseuse et pédagogue américaine, directrice de ballet. | 88       |        |
| 11 avril  | Clorindo Testa                | Architecte et artiste italo-argentin, pionnier du brutalisme (Bibliothèque nationale de la République argentine).                                                      | 89       | (en)   |
| 11 avril  | Angela Voigt                  | Sauteuse en longueur allemande (RDA), championne olympique en 1976, ancienne détentrice du record du monde.                                                            | 61       |        |
| 11 avril  | Jonathan Winters              | Acteur américain (Un monde fou, fou, fou, fou), Emmy Award 1991. | 87       |        |
| 12 avril  | Robert Byrne                  | Joueur d'échecs américain, grand maître international, candidat au Championnat du monde d'échecs 1975.                                                                 | 84       | (en)   |
| 12 avril  | Michael France                | Scénariste américain (Cliffhanger, GoldenEye, Hulk, Les Quatre Fantastiques, The Punisher).                                                                            | 51       | (en)   |
| 12 avril  | Dennis John (en)              | Footballeur gallois (Scunthorpe United, Millwall). | 78       | (en)   |
| 12 avril  | Annamária Szalai (en)         | Journaliste et femme politique hongroise, députée et présidente de l'autorité nationale des médias.                                                                    | 51       | (en)   |
| 12 avril  | Antoine Veil                  | Haut fonctionnaire et homme politique français. | 86       |        |
| 12 avril  | Ya'akov Yosef                 | Rabbin et homme politique israélien. | 66       | (en)   |
| 13 avril  | Chi Cheng                     | Musicien (bassiste) américain, membre des Deftones. | 42       | (en)   |
| 13 avril  | József Gémes                  | animateur, réalisateur et scénariste hongrois. | 73       | (hu)   |
| 13 avril  | Abdelhamid Kermali            | Footballeur algérien (AS Cannes, Olympique lyonnais, Équipe du FLN) puis entraîneur de l'Algérie.                                                                      | 81       |        |
| 13 avril  | Vincent Montana, Jr.          | Vibraphoniste, producteur, compositeur et arrangeur américain, membre du groupe MFSB.                                                                                  | 85       | (en)   |
| 13 avril  | Hilmar Myhra                  | Sauteur à ski norvégien, médaillé aux championnats du monde 1938. | 97       | (no)   |
| 13 avril  | Henk Peeters                  | Photographe, peintre et dessinateur néerlandais. | 87       | (nl)   |
| 13 avril  | Edwin G. Pulleyblank          | Sinologue américain. | 90       | (en)   |
| 13 avril  | Lin Yang-kang (en)            | Homme politique taïwanais, maire de Taipei, gouverneur de la province de Taïwan, ministre de l'Intérieur, vice-premier ministre.                                       | 85       | (zh)   |
| 14 avril  | Carlos Cañas                  | Peintre salvadorien | 88       | (es)   |
| 14 avril  | Jaime Enrique Duque Correa    | Prélat catholique colombien | 70       |        |
| 14 avril  | Sir Colin Davis               | Chef d'orchestre britannique, président de l'Orchestre symphonique de Londres (CH, CBE).                                                                               | 85       |        |
| 14 avril  | Stanislav Hourenko            | Homme politique ukrainien, dernier Premier secrétaire du Parti communiste de la RSS d'Ukraine avant la dislocation de l'URSS.                                          | 76       | (uk)   |
| 14 avril  | George Jackson                | Chanteur et auteur-compositeur américain de soul blues. | 68       | (en)   |
| 14 avril  | Rentarō Mikuni                | Acteur japonais. | 90       | (ja)   |
| 14 avril  | Marcella Pattyn               | Béguine belge. | 92       |        |
| 14 avril  | Seth Taft (en)                | Homme politique américain, républicain, petit-fils du président des États-Unis William Howard Taft.                                                                    | 90       | (en)   |
| 14 avril  | Alberto Valdés (en)           | Cavalier mexicain, champion olympique en 1948. | 94       | (es)   |
| 14 avril  | Armando Villanueva (en)       | Homme politique péruvien, leader de l'APRA, ancien Premier ministre, ministre et président du Congrès.                                                                 | 97       | (es)   |
| 15 avril  | Benjamin Fain                 | Physicien et universitaire israélien d'origine ukrainienne, ancien refuznik.                                                                                           | 83       | (ru)   |
| 15 avril  | Richard LeParmentier          | Acteur américano-britannique (La Guerre des étoiles, Qui veut la peau de Roger Rabbit ?).                                                                              | 66       |        |
| 15 avril  | Jean-François Paillard        | Chef d'orchestre français. | 85       |        |
| 15 avril  | Cleyde Yáconis                | Actrice brésilienne. | 89       | (pt)   |
| 16 avril  | Pier Béland                   | Chanteuse country canadienne, québécoise. | 65       |        |
| 16 avril  | Gérard Jaquet                 | Homme politique français. | 97       |        |
| 16 avril  | Ali Kafi                      | Militaire et homme d'État algérien, second président du Haut Comité d'État.                                                                                            | 84       |        |
| 16 avril  | Reinhard Lettmann             | Prélat catholique allemand. | 80       |        |
| 16 avril  | Pentti Lund                   | Hockeyeur finno-canadien, trophée Calder 1949, membre du temple de la renommée du hockey finlandais.                                                                   | 87       | (en)   |
| 16 avril  | Rita MacNeil                  | Chanteuse canadienne. | 68       | (en)   |
| 16 avril  | George Beverly Shea           | Chanteur américano-canadien, spécialisé dans le gospel. | 104      | (en)   |
| 16 avril  | Pat Summerall                 | Footballeur américain puis commentateur sportif américain (CBS Sports, Fox Sports, ESPN, golf, tennis, football américain).                                            | 82       |        |
| 16 avril  | Gordon Thomas                 | Cycliste britannique, médaillé olympique en 1948, vainqueur du Tour de Grande-Bretagne 1953.                                                                           | 91       | (en)   |
| 16 avril  | Pedro Ramírez Vázquez         | Architecte mexicain (Stade Azteca, Musée olympique), membre du CIO. | 94       |        |
| 17 avril  | Sita Chan (en)                | Actrice et chanteuse chinoise (Hong Kong), spécialiste de cantopop. | 26       |        |
| 17 avril  | Ilona Edelsheim-Gyulai        | Comtesse hongroise, veuve de István Horthy. | 95       | (en)   |
| 17 avril  | Carlos Graça                  | Homme politique santoméen, ancien premier ministre et ministre des Affaires étrangères.                                                                                | 82       | (pt)   |
| 17 avril  | Kauko Kangasniemi (en)        | Haltérophile finlandais, médaillé aux championnats du monde 1969. | 70       | (fi)   |
| 17 avril  | Bi Kidude                     | Chanteuse tanzanienne (Zanzibar), spécialiste de twarab. | 100      | (en)   |
| 17 avril  | Albert Messiah                | Physicien et résistant français | 91       |        |
| 17 avril  | Omar Osman Rabeh              | Homme politique djiboutien. | 66 ou 67 |        |
| 17 avril  | Dariush Safvat (en)           | Musicien et ethnomusicologue iranien (Ordre des Arts et des Lettres).                                                                                                  | 85       | (en)   |
| 17 avril  | Paul Ware (en)                | Footballeur anglais (Stoke City, Stockport County, Macclesfield Town, Rochdale AFC).                                                                                   | 42       | (en)   |
| 18 avril  | Pierre Drai                   | Magistrat français. | 86       |        |
| 18 avril  | Leopold Gernhardt             | Footballeur international autrichien puis entraîneur (Rapid Vienne, First Vienna FC 1894).                                                                             | 93       | (de)   |
| 18 avril  | Cordell Mosson                | Musicien (bassiste) américain, membre de Parliament et de Funkadelic.                                                                                                  | 60       | (en)   |
| 18 avril  | Storm Thorgerson              | Photographe et graphiste britannique, collaborateur graphique de Pink Floyd.                                                                                           | 69       | (en)   |
| 18 avril  | Hans-Joachim Walde            | Décathlonien allemand, double médaillé olympique 1964 et 1968. | 70       | (de)   |
| 19 avril  | Kenneth Appel                 | Mathématicien américain, résolution du théorème des quatre couleurs en 1976.                                                                                           | 80       | (en)   |
| 19 avril  | Allan Arbus                   | Acteur américain (série M*A*S*H). | 95       | (en)   |
| 19 avril  | Peter Armit (es)              | Footballeur écossais (Saint Johnstone, Stenhousemuir, Hamilton Academical).                                                                                            | 87       | (en)   |
| 19 avril  | Mike Denness (en)             | Joueur de cricket écossais, international à la fois pour l'Écosse et l'Angleterre (28 tests, 12 ODI, 501 first-class, 232 List A) (Scottish Sports Hall of Fame, OBE). | 72       | (en)   |
| 19 avril  | Aishah Ghani                  | Femme politique malaisienne, ministre des affaires sociales (1973-1984).                                                                                               | 90       | (en)   |
| 19 avril  | Kirt Hector                   | Entraîneur de football dominiquais, sélectionneur national. | 41       | (en)   |
| 19 avril  | François Jacob                | Biologiste français, prix Nobel de médecine en 1965, académicien et Compagnon de la Libération.                                                                        | 92       |        |
| 19 avril  | Yamuna Kachru                 | Professeure émérite de linguistique indo-américaine. | 80       |        |
| 19 avril  | E. L. Konigsburg (en)         | Écrivaine et illustratrice américaine de littérature de jeunesse, a reçu deux fois la Médaille Newbery.                                                                | 83       | (en)   |
| 19 avril  | Al Neuharth (en)              | Éditorialiste américain, fondateur du USA Today. | 89       |        |
| 19 avril  | Maurice Quentin               | Coureur cycliste français (victoire d'étape sur le Tour de France 1953).                                                                                               | 92       |        |
| 19 avril  | Tamerlan Tsarnaïev            | Principal suspect des attentats du marathon de Boston. | 26       |        |
| 19 avril  | Gilles Guillot                | Comédien et metteur en scène français. | 77       |        |
| 19 avril  | Stan Vickers                  | Marcheur (athlète) britannique, champion d'Europe 1958 et médaillé olympique 1960 (20 km).                                                                             | 80       | (en)   |
| 19 avril  | Abdelkader Zerrar             | Footballeur puis entraîneur algérien (CS Hammam Lif, FC Sète 34, CR Belouizdad, RC Kouba).                                                                             | 79       |        |
| 20 avril  | Eleanor R. Adair              | Physiologiste américaine. | 86       | (en)   |
| 20 avril  | Günseli Başar                 | Reine de beauté turque (Miss Europe 1952). | 81       | (tr)   |
| 20 avril  | Howard Phillips               | Homme politique américain (Parti de la Constitution), candidat aux élections présidentielles (1992, 1996 et 2000).                                                     | 72       |        |
| 21 avril  | Chrissy Amphlett              | Chanteuse australienne. | 53       | (en)   |
| 21 avril  | Dani Crivelli                 | Musicien (batteur) suisse, ancien batteur de Krokus. |          | (en)   |
| 21 avril  | Jean-Michel Damase            | Pianiste et compositeur français. | 85       |        |
| 21 avril  | Shakuntala Devi               | Mathématicienne et « calculateur prodige » indienne. | 84       | (en)   |
| 21 avril  | Leopold Engleitner            | Résistant autrichien au nazisme. | 107      |        |
| 21 avril  | Sigurd Helle (en)             | Topographe norvégien, leader de la 6e Expédition Antarctique norvégienne (1956-1960) (en).                                                                             | 92       | (no)   |
| 21 avril  | Brigitte Level                | Universitaire et poétesse française. | 94       |        |
| 22 avril  | Struther Arnott               | Biologiste moléculaire, chimiste et oncologue écossais, vice-chancelier de l'Université de St Andrews (CBE, FRS, FRSE, FRSC).                                          | 78       | (en)   |
| 22 avril  | Vivi Bak                      | Actrice et chanteuse danoise. | 73       | (de)   |
| 22 avril  | Richie Havens                 | Chanteur et guitariste américain. | 72       |        |
| 22 avril  | Clément Marchand              | Poète et éditeur québécois. | 100      |        |
| 23 avril  | Shamshad Begum                | Chanteuse indienne. | 94       | (en)   |
| 23 avril  | Walter Boeykens               | Clarinettiste et chef d'orchestre belge. | 75       | (nl)   |
| 23 avril  | Bob Brozman                   | Guitariste et ethnomusicologue américain. | 59       | (en)   |
| 23 avril  | Tony Grealish                 | Footballeur international irlandais. | 56       | (en)   |
| 23 avril  | Ralph Johnson (en)            | Footballeur anglais (Norwich City). | 91       | (en)   |
| 23 avril  | Antonio Maccanico             | Homme politique et constitutionnaliste italien (Parti républicain italien), ancien ministre.                                                                           | 88       | (it)   |
| 23 avril  | Vincent Merle                 | Homme politique français | 63       |        |
| 23 avril  | Mohammad Omar                 | Seigneur de guerre afghan. | 51—63    |        |
| 23 avril  | Mike Smith (en)               | Footballeur anglais (Derby County, Bradford City). | 77       | (en)   |
| 24 avril  | Alfred Bieler                 | Hockeyeur suisse, médaillé olympique en 1948. | 90       | (de)   |
| 24 avril  | Philippe Chaffanjon           | Journaliste français et dirigeant de radio (Radio France). | 55       |        |
| 24 avril  | Pierre Sadek (en)             | Caricaturiste politique libanais. | 76       | (en)   |
| 25 avril  | Brian Adam (en)               | Homme politique écossais (Parti national écossais), député et ministre du Gouvernement écossais.                                                                       | 64       | (en)   |
| 25 avril  | Jacob Avshalomov              | Compositeur et chef d'orchestre américain. | 94       | (en)   |
| 25 avril  | Virginia Gibson               | Actrice, chanteuse et danseuse américaine. | 85       | (en)   |
| 25 avril  | Anna Proclemer                | Actrice italienne. | 89       | (en)   |
| 25 avril  | Bill Young (en)               | Joueur écossais de rugby à XV international à la fois pour l'Écosse et pour Afrique de l'Est.                                                                          | 96       | (en)   |
| 26 avril  | William L. Guy                | Homme politique américain (démocrate), gouverneur du Dakota du Nord.                                                                                                   | 93       | (en)   |
| 26 avril  | George Jones                  | Chanteur américain de musique country (He Stopped Loving Her Today, The Race Is On).                                                                                   | 81       |        |
| 26 avril  | Paul Perez                    | Footballeur français. | 88       |        |
| 27 avril  | Mimi Barthélémy               | Conteuse haïtienne. | 73       |        |
| 27 avril  | Aída Bortnik                  | Scénariste argentine, en lice pour l'Oscar du meilleur scénario original 1986 (L'Histoire officielle).                                                                 | 75       | (es)   |
| 27 avril  | Tony Byrne                    | Boxeur irlandais, médaillé olympique en 1956 (poids légers). | 82       | (en)   |
| 27 avril  | Dhoodaan                      | Écrivain éthiopien. | 72       |        |
| 27 avril  | Antonio Díaz Jurado (en)      | Footballeur espagnol (UD Salamanca, Osasuna, Villarreal, SD Compostela, Granada CF).                                                                                   | 43       | (en)   |
| 27 avril  | Maurice Gransart              | Footballeur français. | 82       |        |
| 27 avril  | Iouri Ioudine                 | Économiste russe, seul survivant de l'affaire du col Dyatlov. | 75       | (ru)   |
| 27 avril  | Aloysius Jin Luxian           | Évêque chinois (Diocèse de Shanghai). | 96       |        |
| 27 avril  | Mutula Kilonzo (en)           | Homme politique kényan, sénateur, député, ancien ministre de l'éducation et de la justice.                                                                             | 65       | (en)   |
| 28 avril  | John C. Reynolds              | Informaticien américain, Médaille Lovelace 2010. | 77       | (en)   |
| 28 avril  | Jack Shea                     | Réalisateur américain, ancien président de la Directors Guild of America.                                                                                              | 84       |        |
| 28 avril  | Robert Soro                   | Joueur de rugby à XV international français. | 90       |        |
| 28 avril  | János Starker                 | Musicien (violoncelliste) américano-hongrois, professeur à l'Université de l'Indiana à Bloomington.                                                                    | 88       |        |
| 28 avril  | Paulo Emilio Vanzolini        | Zoologiste, herpétologue et compositeur de samba brésilien. | 90       | (pt)   |
| 29 avril  | Alex Elisala (en)             | Joueur de rugby à XIII international samoan (North Queensland Cowboys).                                                                                                | 20       | (en)   |
| 29 avril  | Pesah Grupper (en)            | Homme politique israélien (Likoud), ancien ministre de l'agriculture.                                                                                                  | 88       | (en)   |
| 29 avril  | Parekura Horomia              | Homme politique néo-zélandais (travailliste), d'origine maorie, député et ancien ministre.                                                                             | 62       | (en)   |
| 29 avril  | John La Montaine              | Compositeur et pianiste américain. | 93       |        |
| 29 avril  | Shinji Maki                   | Acteur et joueur de ukulélé japonais. | 78       | (en)   |
| 29 avril  | Kevin Moore (en)              | Footballeur anglais (Grimsby Town, Southampton, Fulham). | 55       | (en)   |
| 29 avril  | Mariánna Zaharíadi            | Perchiste gréco-chypriote, médaillée aux Jeux méditerranéens de 2009 et Jeux du Commonwealth de 2010.                                                                  | 23       |        |
| 30 avril  | Heather Dohollau              | Poétesse britannique. | 88       |        |
| 30 avril  | Deanna Durbin                 | Actrice et chanteuse canadienne (Oscar de la jeunesse 1939) (mort annoncée à cette date).                                                                              | 91       | (en)   |
| 30 avril  | Viviane Forrester             | Écrivaine, essayiste, romancière et critique littéraire française. | 87       |        |
| 30 avril  | Mike Gray                     | Écrivain, producteur, scénariste et réalisateur américain. | 77       | (en)   |
| 30 avril  | Andrew J. Offutt              | Écrivain américain de science-fiction et de fantasy. | 78       | (en)   |